# Киотский педагогический университет
Киотский педагогический институт (яп. 京都教育大学) — японский национальный университет в Киото. Учебное заведение было основано в 1876 году, в 1949 году получило статус университета.

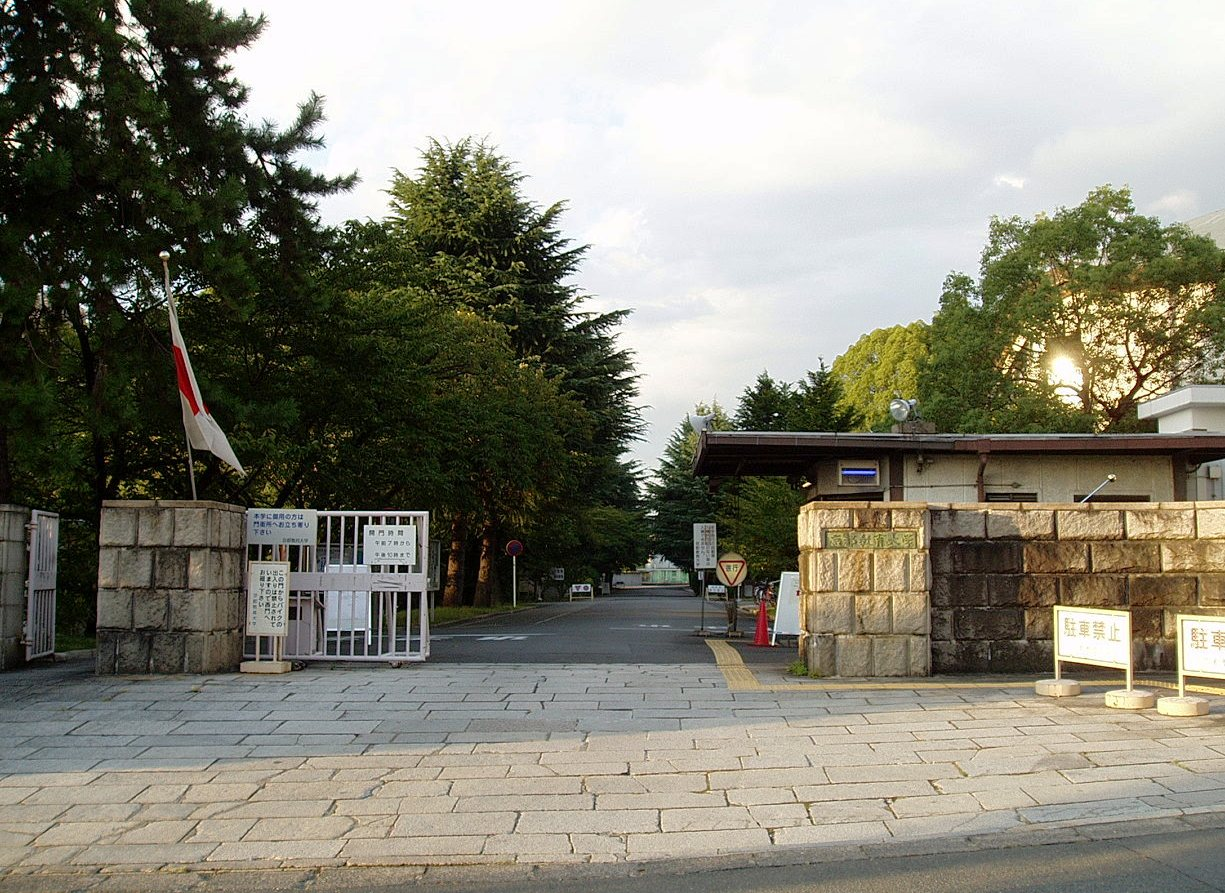
Вход на территорию института

Университет является членом коллегиальной Лиги американского футбола Kansai, где участвует его команда Grampus.